# Tököl
Tököl (kroatisch Tukulja) ist eine ungarische Stadt im Kreis Szigetszentmiklós im Komitat Pest.

## Geographische Lage
Nachbargemeinden:
| Érd            | Halásztelek                                 | Szigetszentmiklós |
| Százhalombatta | Kompassrose, die auf Nachbargemeinden zeigt | Szigethalom       |
|                | Szigetcsép                                  | Majosháza         |

Tököl liegt auf der Csepel-Insel, 20 Kilometer südwestlich des Zentrums der ungarischen Hauptstadt Budapest und 6 Kilometer südwestlich der Kreisstadt Szigetszentmiklós. Der Ortskern befindet sich ungefähr einen Kilometer vom linken Donauufer entfernt.

## Geschichte
Tököl wurde 1270 erstmals urkundlich erwähnt. Szilágyitelep (heute Szigethalom) und Herminatelep (heute Halásztelek) gehörten bis 1950 zur damaligen Großgemeinde Tököl, die 2001 den Status einer Stadt erhielt.

## Gemeindepartnerschaft
- Klein Rönnau, Deutschland

## Sehenswürdigkeiten
- Brunnen (Címeres Országalma kút), erschaffen von János Seres und Zsigmond Szórádi
- Gergics-Kruzifix, erschaffen 1964
- 1956er-Gedenksäule
- Pál-Maléter-Statue, erschaffen von Zsigmond Szórádi
- Reformierte Kirche
- Römisch-katholische Kirche Kisboldogasszony, erbaut 1813
- Römisch-katholische Kapelle Szent Anna
- Sonnenuhr (Napóra), erschaffen von Dezső Báder
- Weltkriegsdenkmäler

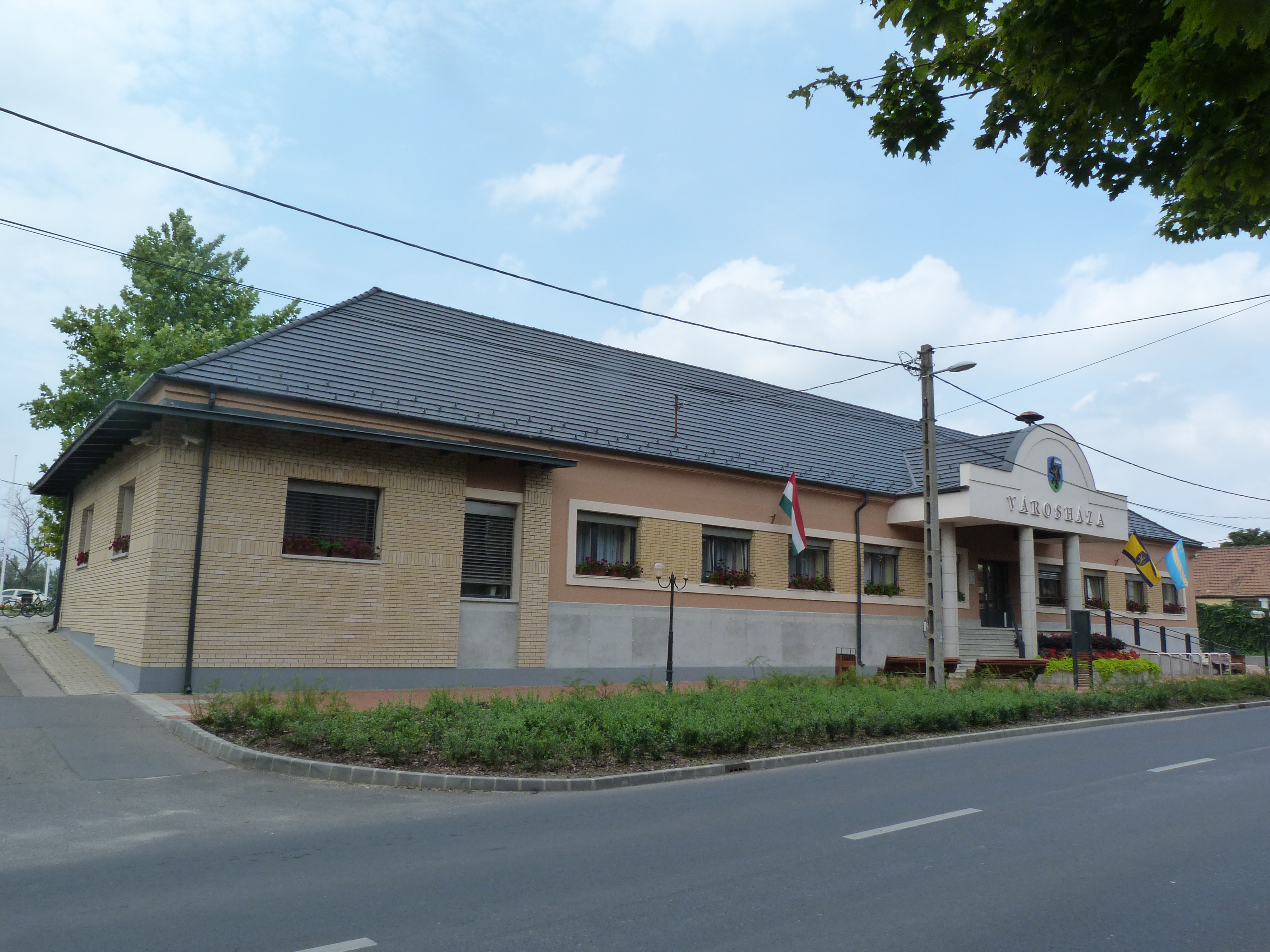
Rathaus
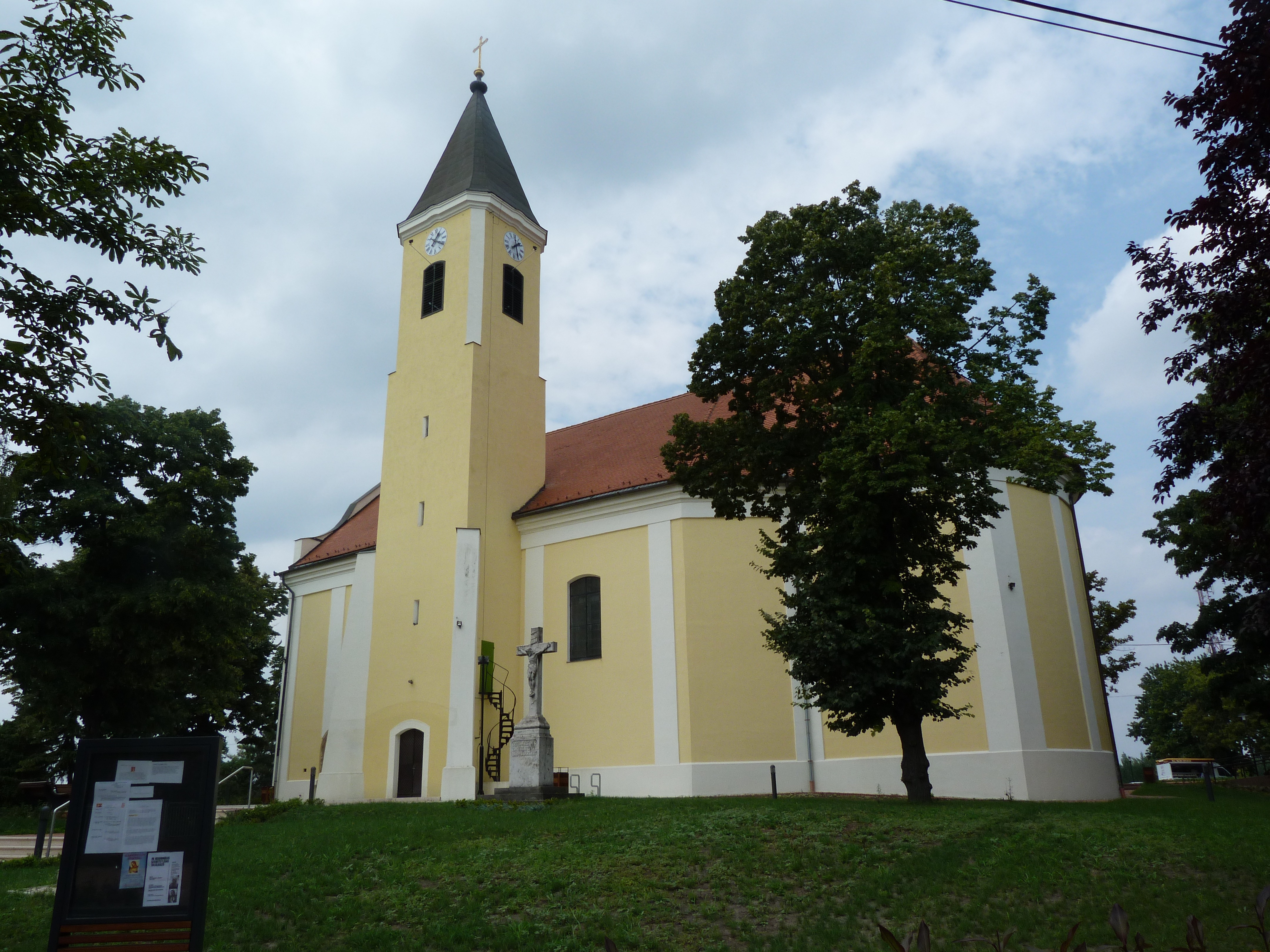
Römisch-katholische Kirche Kisboldogasszony
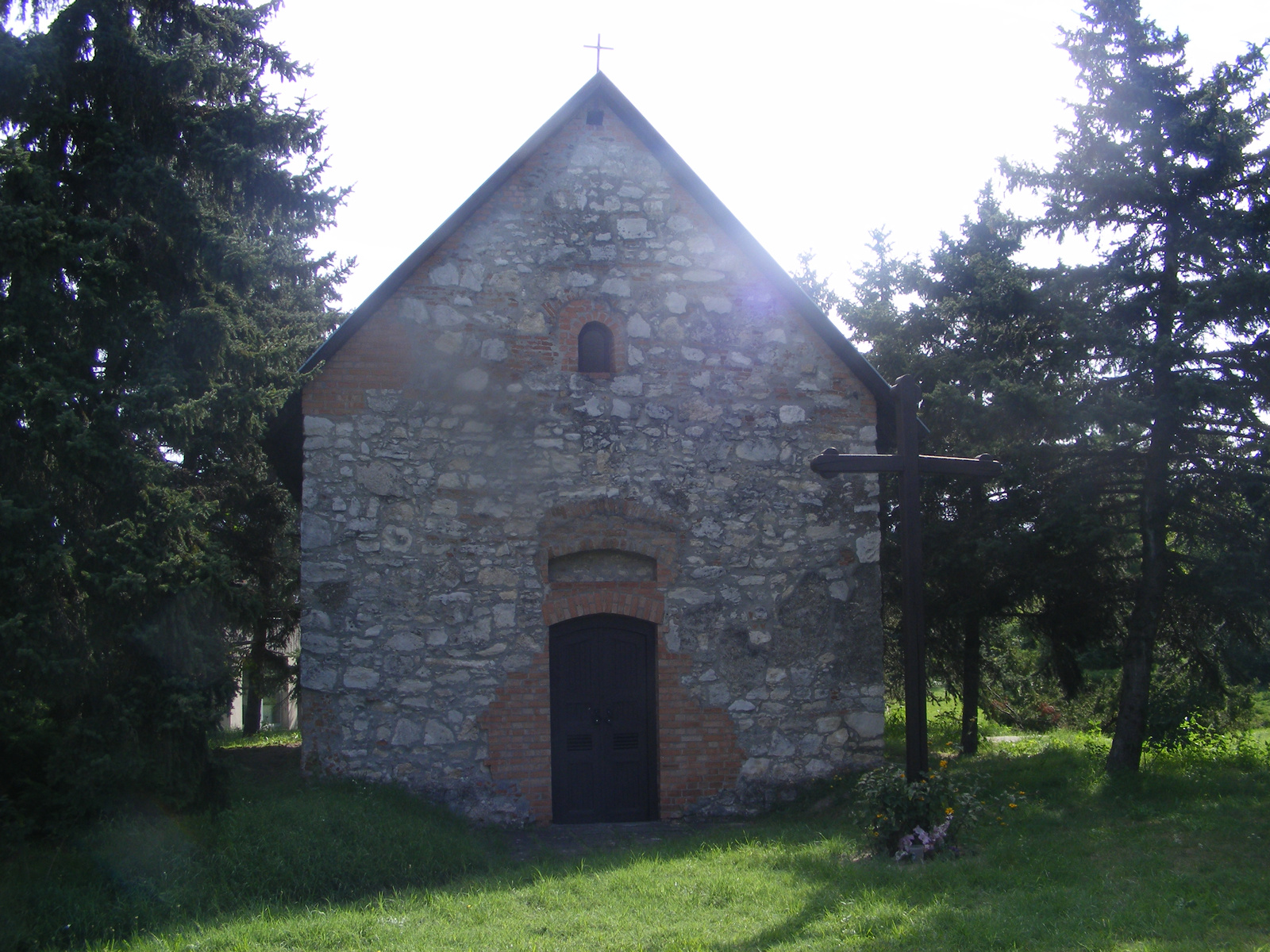
Kapelle der Heiligen Anna (Szent Anna-kápolna)
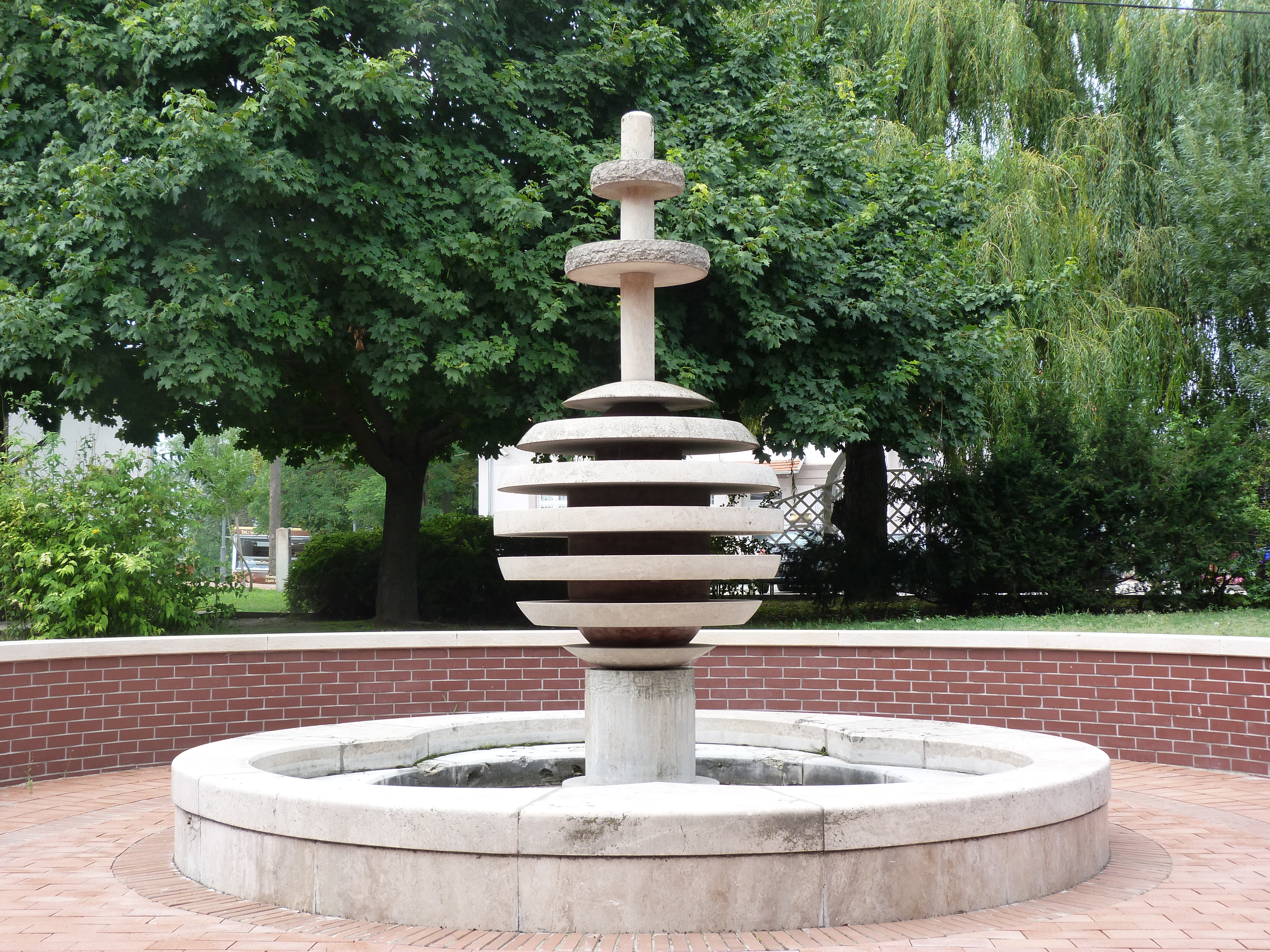
Brunnen (Címeres Országalma kút)
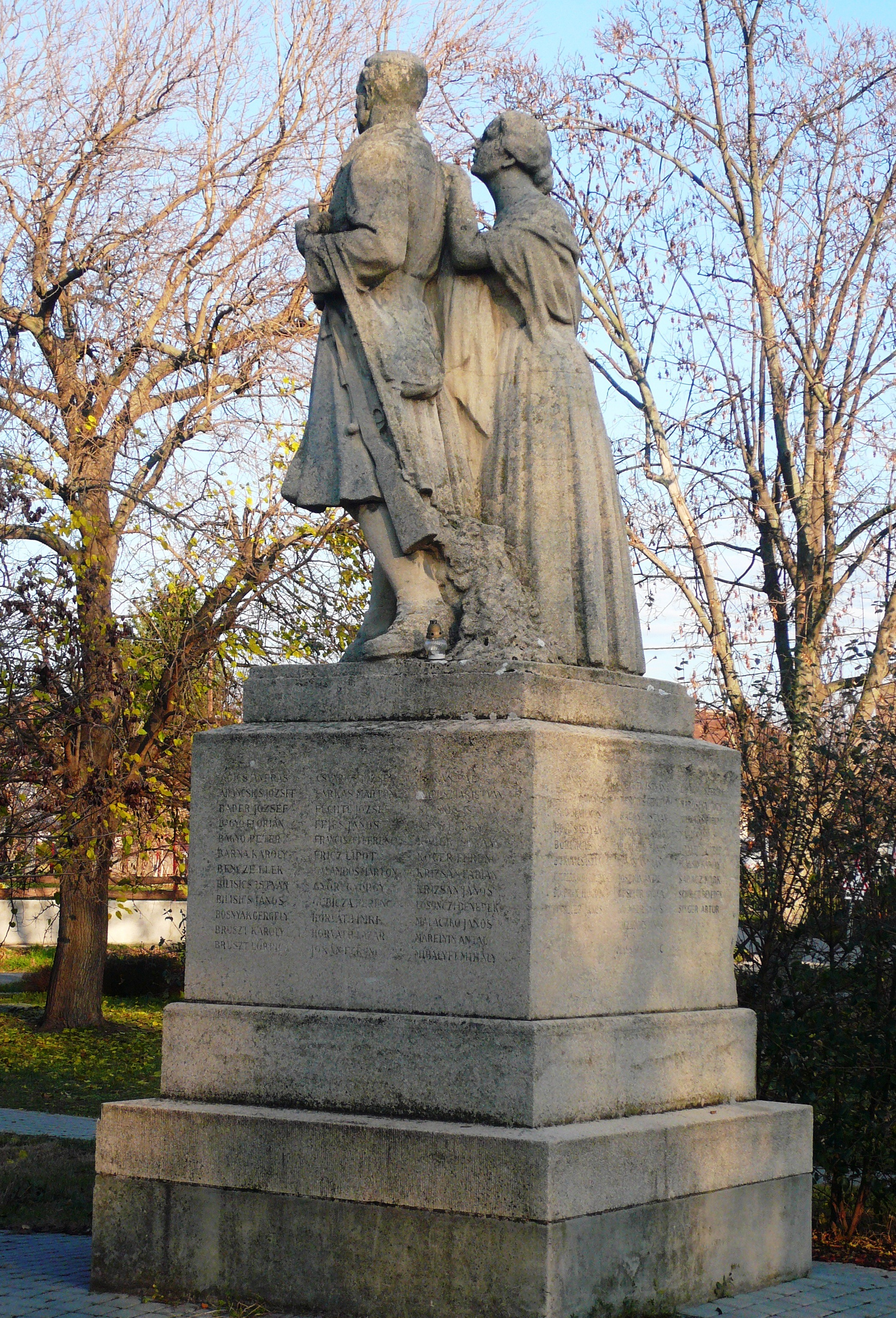
Weltkriegsdenkmal

## Verkehr
Durch Tököl verläuft die Landstraße Nr. 5101. Es bestehen Busverbindungen über Szigethalom nach Szigetszentmiklós sowie über Szigetcsép nach Szigetszentmárton. Weiterhin ist die Stadt angebunden an die Linie 6 der Budapester Vorortbahn HÉV. Zudem gibt es eine Fährverbindung über die Donau nach Százhalombatta-Óváros.